# Lineus longissimus
Lineus longissimus — вид неозброєних немертин родини Lineidae ряду Heteronemertea.

## Опис
Вид є найдовшою твариною на Землі. Зазвичай виростає 5-15 м завдовжки при товщині тіла близько 10 мм. Проте черв'як може сягати і понад 30 м завдовжки. Є дані про особин 50-60 м, але їм не варто довіряти. Забарвлення від коричневого до чорного кольору, з віком темнішає. Живиться падалью та дрібними безхребетними.

## Поширення
Вид зустрічається на півночі Атлантики та у Північному морі біля берегів Великої Британії та Норвегії.